# Bras de chargement
 (avril 2015).
Un bras de chargement permet le transvasement d’un liquide ou d’un gaz liquéfié d’une citerne à une autre.
Le transvasement depuis une citerne (routière ou ferroviaire) nécessite un bras de chargement en dôme ou en source. Le transbordement depuis un bateau nécessite l’utilisation d’un bras de chargement marine.

## Bras de chargement par le dôme et en source

### Conception générique d’un bras de chargement par le dôme ou en source

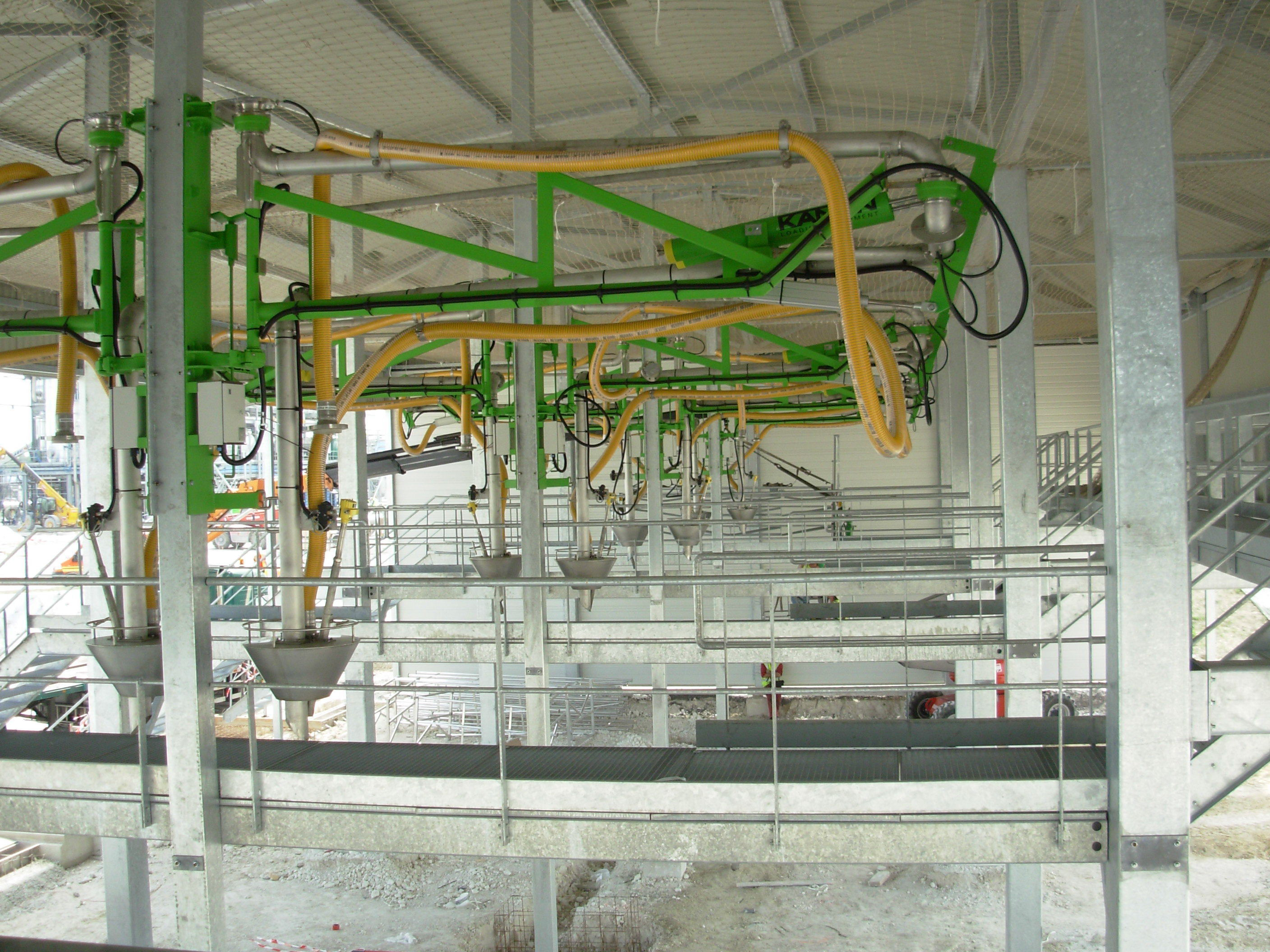
Bras de chargement en dôme.

Ces types de bras de chargement sont constitués de 3 tubes – respectivement appelés bras intérieur, bras extérieur et tube plongeur. Les diamètres peuvent aller de 2” à 6” (5 à 15 cm). Ces 3 tubes sont reliés entre eux par des joints tournants leur permettant de pivoter aisément. Le bras peut donc être déplié pour obtenir l’enveloppe de travail requise pour accéder à la citerne à charger ou à décharger et être replié pour obtenir une envergure de stockage minimale.
Ces 2 types de bras peuvent être montés sur une colonne ou sur une plaque de montage sur un mur existant.
L’équilibrage est nécessaire en raison du poids du tubage. L'équilibrage du bras se fait soit par contrepoids, soit par vérin, soit par ressort.

### Bras de chargement par le dôme
Le bras de chargement par le dôme est très souvent utilisé pour le chargement de citernes, routières comme ferroviaires.
Le chargement s’effectue par le trou d’homme situé au-dessus de la citerne. Selon la nature du produit (non dangereuse, sans évaporation de gaz toxiques…), le chargement peut se faire de façon « ouverte », c’est-à-dire que le trou d’homme n’est pas recouvert. 
Une connexion «semi-fermée » peut se faire par un cône connecté sur le trou d’homme de la citerne. Le cône peut être équipé d’un flexible pour évacuer les vapeurs du produit sans les rejeter dans l’atmosphère.
Une connexion « fermée » est nécessaire pour les produits toxiques et dangereux. Cette connexion se fait par bride sur le dessus de la citerne.
Il existe une multitude d’accessoires pour rendre l’utilisation d’un bras de chargement en dôme plus ergonomique et plus pratique : montée et descente pneumatiques, des sondes de niveau, des sondes de détection de positionnement, système anti-arrachement, purge, drain, etc.

### Bras de chargement en source

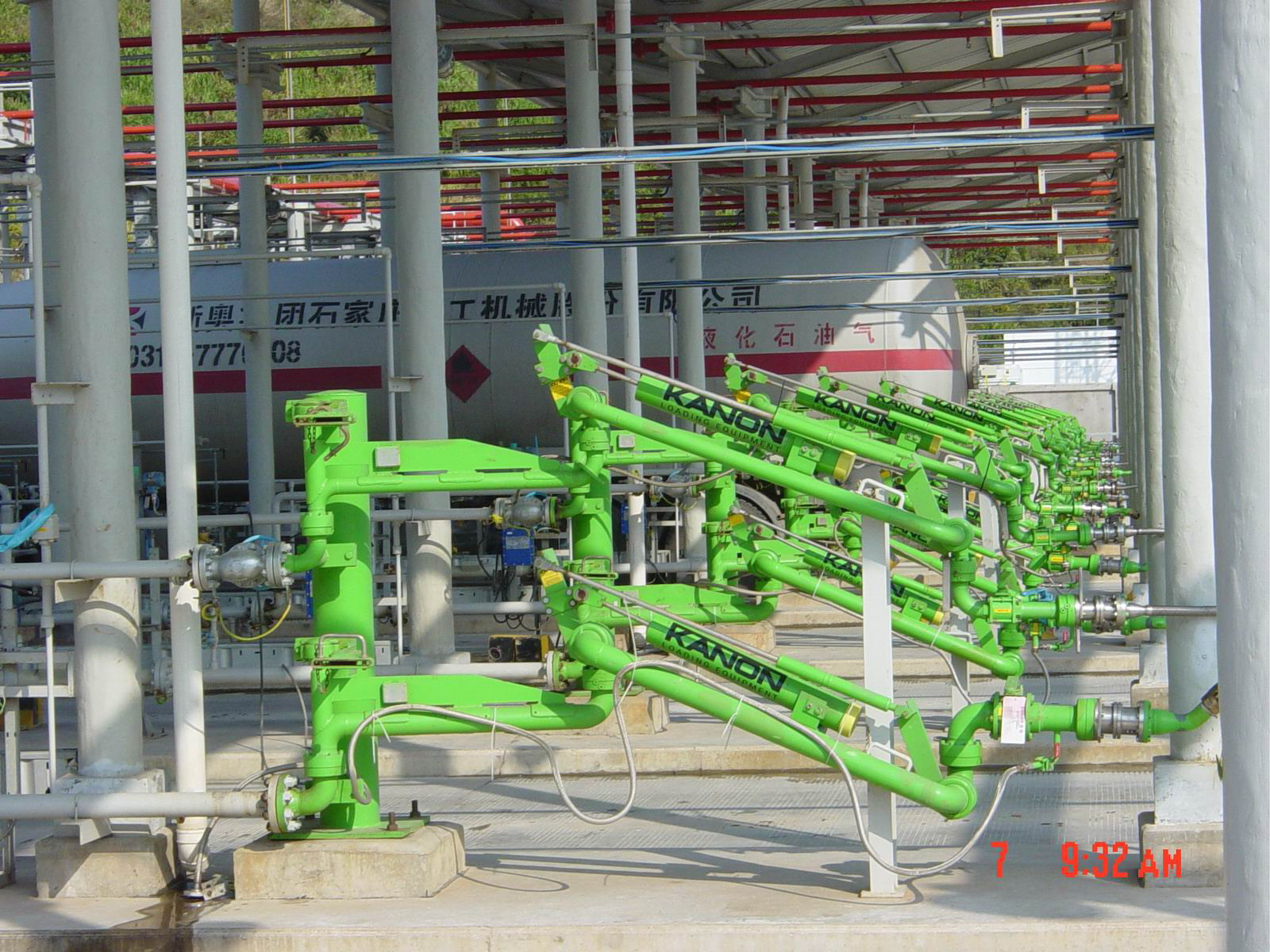
Bras de chargement en source.

Il est dédié pour le chargement et le déchargement de citernes (routières ou ferroviaires). 
La connexion peut se faire sur le côté ou sur l’arrière de la citerne, voire les deux. La place de la connexion influence la taille des tubes. Ainsi une connexion arrière nécessite des tubes plus longs que pour une connexion latérale.
La connexion de ce type de bras à la citerne peut se faire par bride ou par coupleur.
Là aussi, il existe une multitude d´accessoires qui peuvent venir se greffer sur les bras de chargement en source pour les rendre plus ergonomiques, comme pour les bras de chargement en dôme.

## Bras de chargement marine
Pour le chargement ou le déchargement d’un bateau, il faut un flexible ou un bras de chargement marine pour suivre les mouvements du bateau, influencés par les marées, les courants, le vent et bien d’autres facteurs encore.
Un bras de chargement marine procure une amélioration significative par rapport à un flexible pour le transfert de liquides entre le bateau et la jetée. Il permet une opération plus facile et plus ergonomique, offre une plus longue durée de vie et permet des déconnexions d’urgence sans perte de produit et sans aucune pollution.
Comme les bras de chargement par le dôme et en source, le bras de chargement marine est un système composé de tuyaux rigides et de joints tournants pour obtenir une parfaite flexibilité. L'Oil Companies International Marine Forum (en) (OCIMF) et l'American Society of Mechanical Engineers (ASME) ont établi des lignes directrices en matière de calculs de résistance, d'enveloppe de travail et d'accessoires. Toutefois, la conception du bras de chargement n'est pas incluse dans cette ligne directrice et est laissée à la charge du fabricant.

### Des conceptions différentes pour les bras de chargement marine

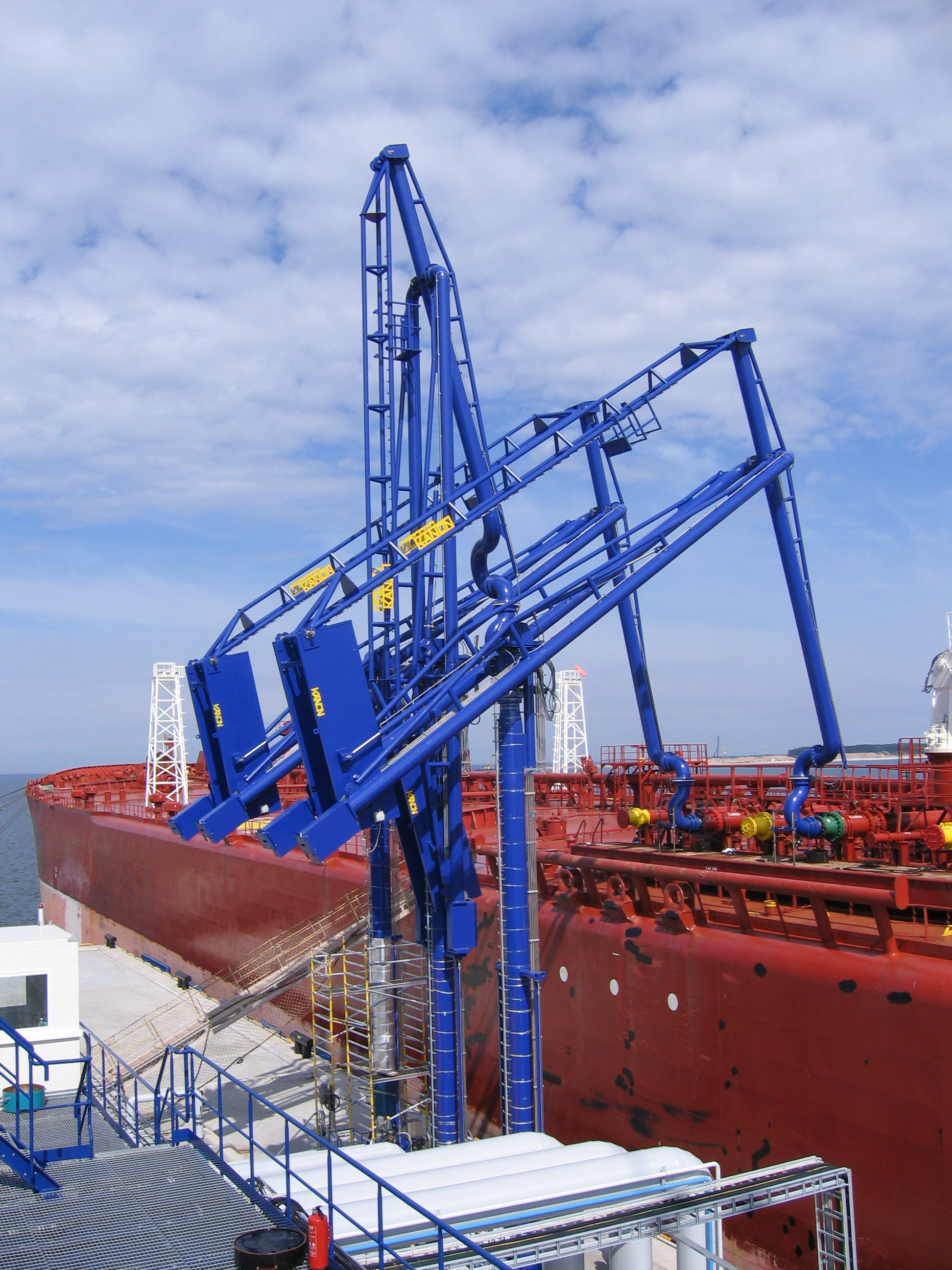
2 bras de chargement marine connectés à un bateau. Les pantographes et les contrepoids sont bien visibles.

La ligne produit repose sur une colonne verticale reliée à un bras interne et à un bras externe - ces deux bras sont des pièces mobiles. L’équilibrage est nécessaire en raison du poids du tubage. L’équilibrage du bras de chargement marine se fait par un contrepoids rotatif, qui est relié aux bras interne et externe par l'intermédiaire d'un pantographe rigide. Les bras de chargement marine de petites dimensions peuvent être actionnés manuellement. Les plus grands sont actionnés par une commande hydraulique.
La ligne produit peut être autoporteuse ou montée sur une structure à support indépendant.
Étant donné que les joints tournants sont assez forts pour absorber le poids de la ligne de produit, la charge du liquide dans le bras et les forces du vent, les bras de chargement marine peuvent être construits sur une structure autoporteuse.
Aujourd'hui, les bras de chargement marine peuvent être aussi construits sur un châssis à support indépendant comme il est requis pour le GNL et pour les liquides hautement corrosifs.
Récemment, la conception du bras de chargement marine a été considérablement améliorée par la conception symétrique. Ce nouveau concept offre de nombreux avantages tels que l'égale répartition des forces sur les joints tournants dans toutes les conditions, moins de force au sein de la structure, il réduit le poids du bras de chargement et permet des enveloppes de travail plus grandes sans nécessiter une structure beaucoup plus imposante. Depuis sa création, la conception symétrique a prouvé son efficacité et sa fiabilité. La conception symétrique est également applicable aux bras de chargement marine nécessitant une structure à support indépendant.

## Galerie photos

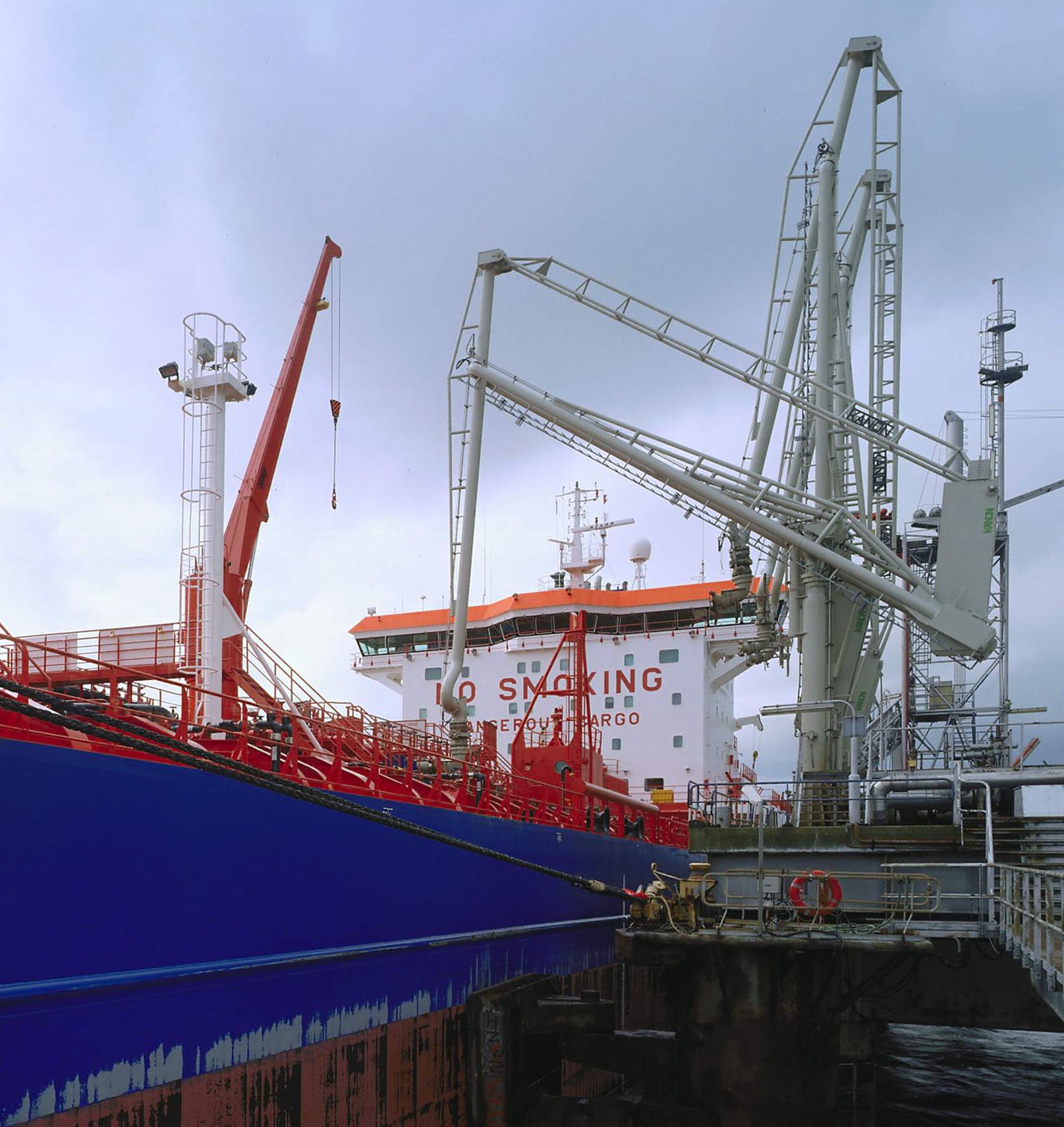
Bras de chargement marine connecté à un bateau.
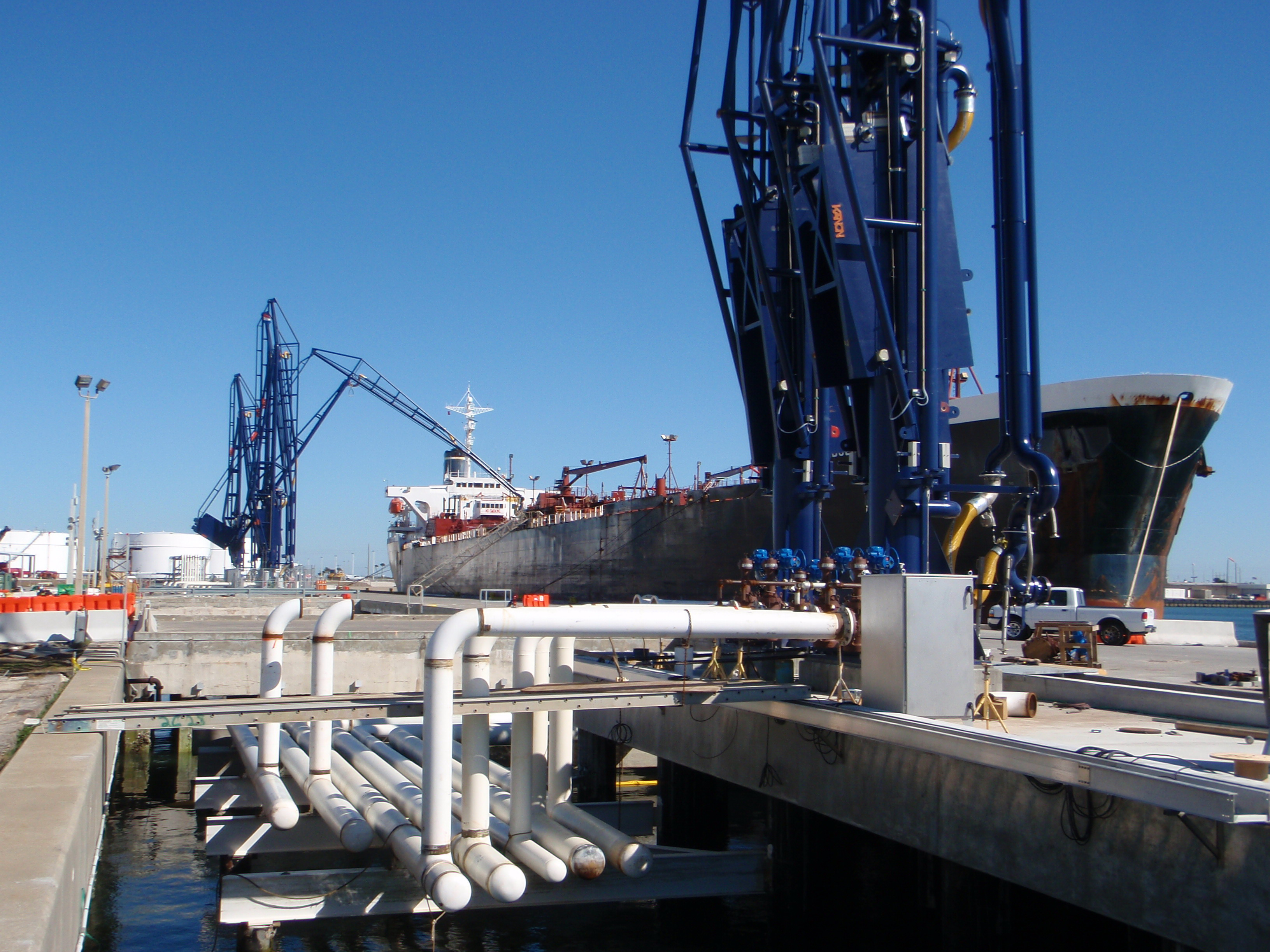
Bras de chargement marine avec un long bras externe.
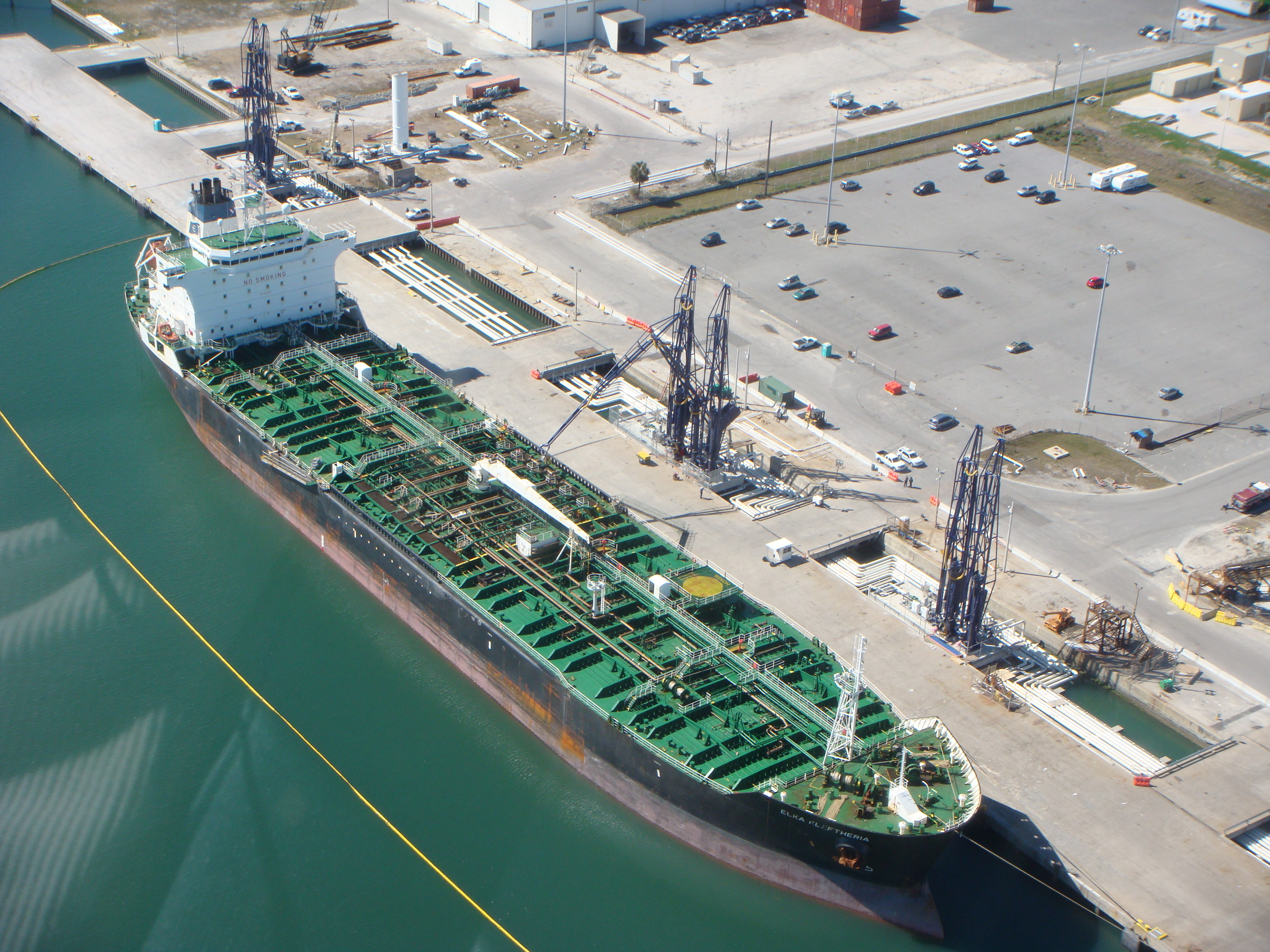
Bras de chargement marine vu du ciel.